# Jump Festa
Jump Festa (ジャンプフェスタ) és un festival anual al Japó dedicat al manga i l'anime, és patrocinat per Shueisha. Va ser creat per promoure les revistes Shonen Jump i V Jump, i presentar nous anime, videojocs o altres productes relacionats.

## Animació
Alguns anys es presenten noves animacions que serviran com a pilots per a noves sèries o per a promoure-les. Aquestes animacions després es venen en DVD com OVAs.
- 1998
  - One Piece (ONE PIECE倒せ!海賊ギャンザック)
- 2002
  - Gag Manga Biyori (ギャグマンガ日和)
- 2003
  - Naruto: A la recerca del trèvol carmesí de 4 fulles (Naruto -ナルト-紅き四つ葉のクローバーを探せ)
- 2004
  - Naruto: Batalla en la cascada oculta: ¡jo sóc l'heroi! (Naruto -ナルト-滝隠れの死闘オレが英雄だってばよ!)
  - Eyeshield 21 (アイシールド21幻のゴールデンボウル)
  - Ichigo 100% Koi ga hajimeru!? Satsuei Gashuku ~ Yureru kokoro wa higashi i nishi i ~ (いちご100%恋が始まる!?撮影合宿~ゆれるココロが東へ西へ~)
  - Bleach (Bleach Memories in the rain)
- 2005
  - Bleach (Bleach The sealed sword frenzy)
  - Eyeshield 21 (アイシールド21クリスマスボウルへの道~南の島で特訓だ! YA-HA-! ~)
  - Gintama (银魂~何事も最初が肝心なので多少背伸びするくらいが丁度よい~)